# 板塊列表

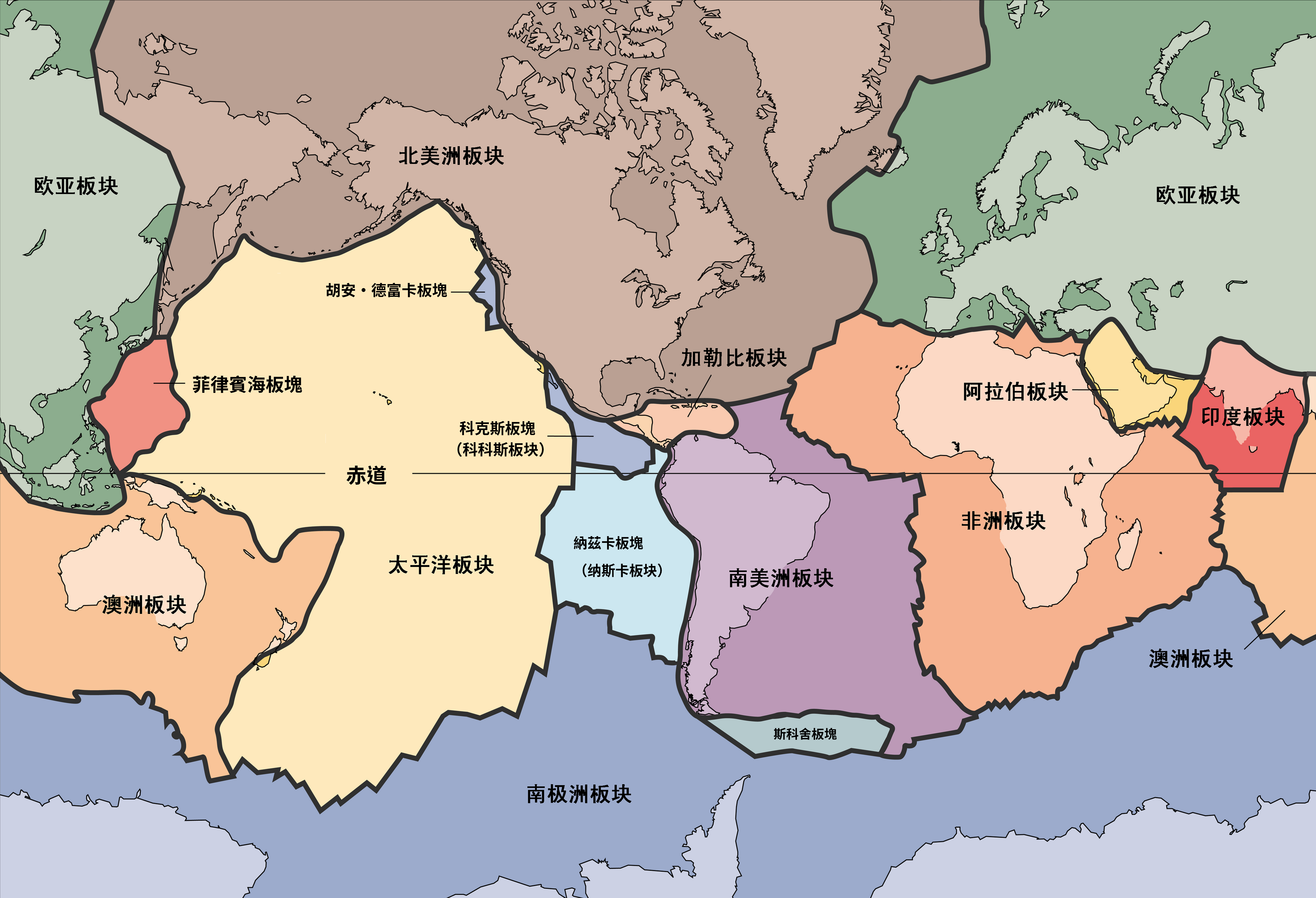
地球現在最主要的15個板塊。

構造板塊（英語：tectonic plates）是岩石圈（地殼和上層地幔）的一部分。一般板塊厚約100公里（62英里），材料組成有兩種主要類型：海洋地殼（矽、鎂組成的矽鎂層）和大陸地殼（矽、鋁組成的矽鋁層）。海洋地殼中以玄武岩為主，而大陸地殼大多是低密度花崗岩。參見板塊構造論。

## 現今板塊
地質學家普遍認為下列構造板塊目前存在於地球表面上，具有大致可定義的邊界。構造板塊有時被分為三個類別：主要（或初級）板塊、次要（或次級）板塊和微（或三級）板塊。

### 主要板塊
主要板塊包括大部分的大陸和太平洋。在這個列表，主要板塊是面積大於2000萬平方公里的板塊。
- 太平洋板塊（Pacific Plate） - 103,300,000 km2
- 北美板塊（North American Plate） - 75,900,000 km2
- 歐亞板塊（Eurasian Plate） - 67,800,000 km2
- 非洲板塊（African Plate） - 61,300,000 km2
- 南極板塊（Antarctic Plate） - 60,900,000 km2
- 印度-澳洲板塊（Indo-Australian Plate） - 58,900,000 km2
  - 澳洲板塊（Australian Plate） - 47,000,000 km2
  - 印度板塊（Indian Plate） - 11,900,000 km2
- 南美板塊（South American Plate） - 43,600,000 km2

### 次要板塊
這些較小的板塊可能不會標示在一般板塊地圖上，因為大多數不包括顯著的陸地區域。在這個列表，次要板塊的面積大约介於100萬至2000萬平方公里。
- 索馬利亞板塊（Somali Plate） – 16,700,000 km2
- 納斯卡板塊（Nazca Plate） – 15,600,000 km2
- 菲律賓海板塊（Philippine Sea Plate） – 5,500,000 km2
- 阿拉伯板塊（Arabian Plate） – 5,000,000 km2
- 加勒比板塊（Caribbean Plate） – 3,300,000 km2
- 科科斯板塊（Cocos Plate） – 2,900,000 km2
- 加洛林板塊（Caroline Plate） – 1,700,000 km2
- 斯科舍板块（Scotia Plate） – 1,600,000 km2
- 緬甸板塊（Burma Plate） – 1,100,000 km2
- 新海布里地板塊（New Hebrides Plate） – 1,100,000 km2
- 阿穆尔板块（Amurian plate）——位于亚洲东部的小型构造板块
- 印度板块（Indian plate）——从冈瓦纳大陆分离的小型板块，面积11,900,000平方公里（4,600,000平方英里）
- 鄂霍次克板块（Okhotsk plate）——亚洲的小型构造板块
- 巽他板块（Sunda plate）——涵盖东南亚的构造板块
- 扬子板块（Yangtze plate）——承载中国南方主体部分的大陆构造板块

### 微板塊
這些板塊在一般板塊地圖上通常合併於相鄰的主板塊。在下面這個列表，微板塊是面積小於100萬平方公里的板塊；但表中某些微板块在一些文献中可能被视为次要板块。一些模型在目前的造山帶中識別出更多的小板塊，如亞得里亞板塊、探险家板块、戈尔达板块和菲律宾移动板块。對於這些板塊是否應該被視為地殼的不同部分，還沒有科學共識，因此新的研究可能會改變這個列表。
- 歐亞板塊
  - 佩索板塊（Pelso Plate）
  - 蒂薩板塊（Tisza Plate）

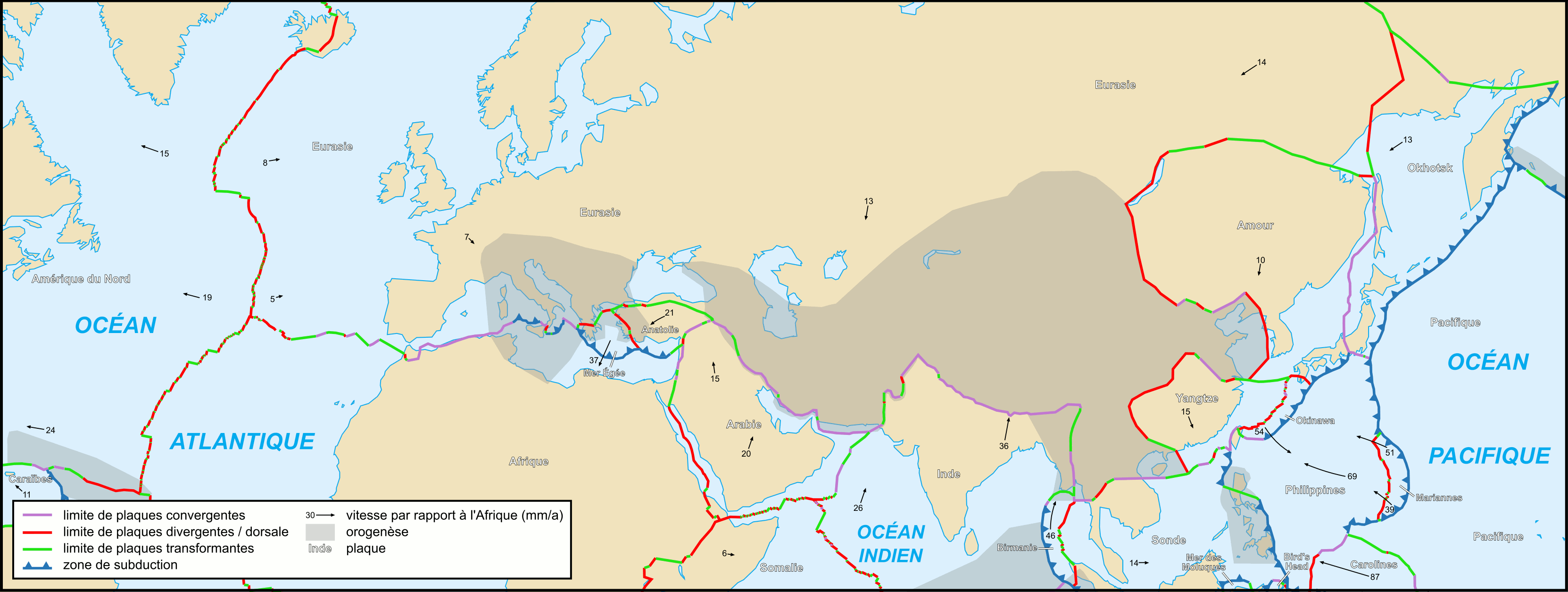
歐亞板塊。

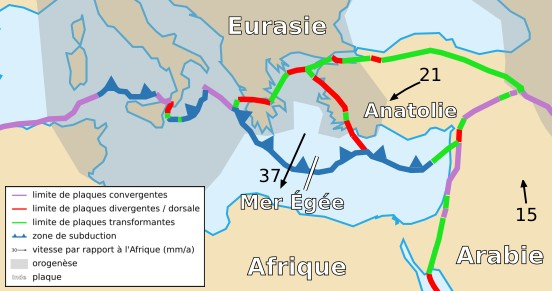
愛琴海板塊和安那托利亞板塊。

  - 伊比利亞板塊（Iberian Plate）
  - 亞得里亞板塊（Adriatic Plate / Apulian Plate）
  - 愛琴海板塊（Aegean Sea Plate / Hellenic Plate）
  - 阿穆尔板块（Amurian Plate）
  - 安那托利亞板塊（Anatolian Plate）
  - 伊朗板塊（Iranian Plate）
  - 沖繩板塊（Okinawa Plate）
  - 摩鹿加海板塊（Molucca Sea Plate）
    - 哈馬黑拉板塊（Halmahera Plate）
    - 桑義赫板塊（Sangihe Plate）

  - 班達海板塊（Banda Sea Plate）
  - 巽他板塊（Sunda Plate）
  - 帝汶板塊（Timor Plate）
  - 華南板塊（Yangtze Plate）

- 太平洋板塊
  - 巴爾莫勒爾礁板塊（Balmoral Reef Plate）
  - 鳥首板塊（Bird's Head Plate）
  - 加洛林板塊（Caroline Plate）
  - 康威礁板塊（Conway Reef Plate）
  - 復活節島板塊（Easter Plate）
  - 加拉帕戈斯板塊（Galapagos Microplate）
  - 胡安·費爾南德斯板塊（Juan Fernandez Plate）
  - 庫拉板塊（Kula Plate）
  - 馬努斯板塊（Manus Plate）
  - 新赫布里底板塊（New Hebrides Plate）
  - 北俾斯麥板塊（North Bismarck Plate）
  - 北加拉巴哥板塊（North Galápagos Microplate）
  - 所羅門海板塊（Solomon Sea Plate）
  - 南俾斯麥板塊（South Bismarck Plate）

- 菲律賓海板塊
  - 馬里亞納板塊（Mariana Plate）
  - 菲律賓移動板塊（Philippine Mobile Belt）

- 非洲板塊
  - 盧萬德勒板塊（Lwandle Plate）
  - 馬達加斯加板塊（Madagascar Plate）
  - 魯伍馬板塊（Rovuma Plate）
  - 塞席爾微大陸（Seychelles microcontinent）

- 南極洲板塊
  - 設得蘭板塊（Shetland Plate）
  - 南桑威奇板塊（South Sandwich Plate）

- 澳大利亞板塊
  - 摩羯座板塊（Capricorn Plate）
  - 富圖納板塊（Futuna Plate）
  - 克馬德克板塊（Kermadec Plate）
  - 毛克板塊（Maoke Plate）
  - 紐阿福歐板塊（Niuafo'ou Plate）
  - 湯加板塊（Tonga Plate）
  - 木百靈板塊（Woodlark Plate）

- 北美板塊

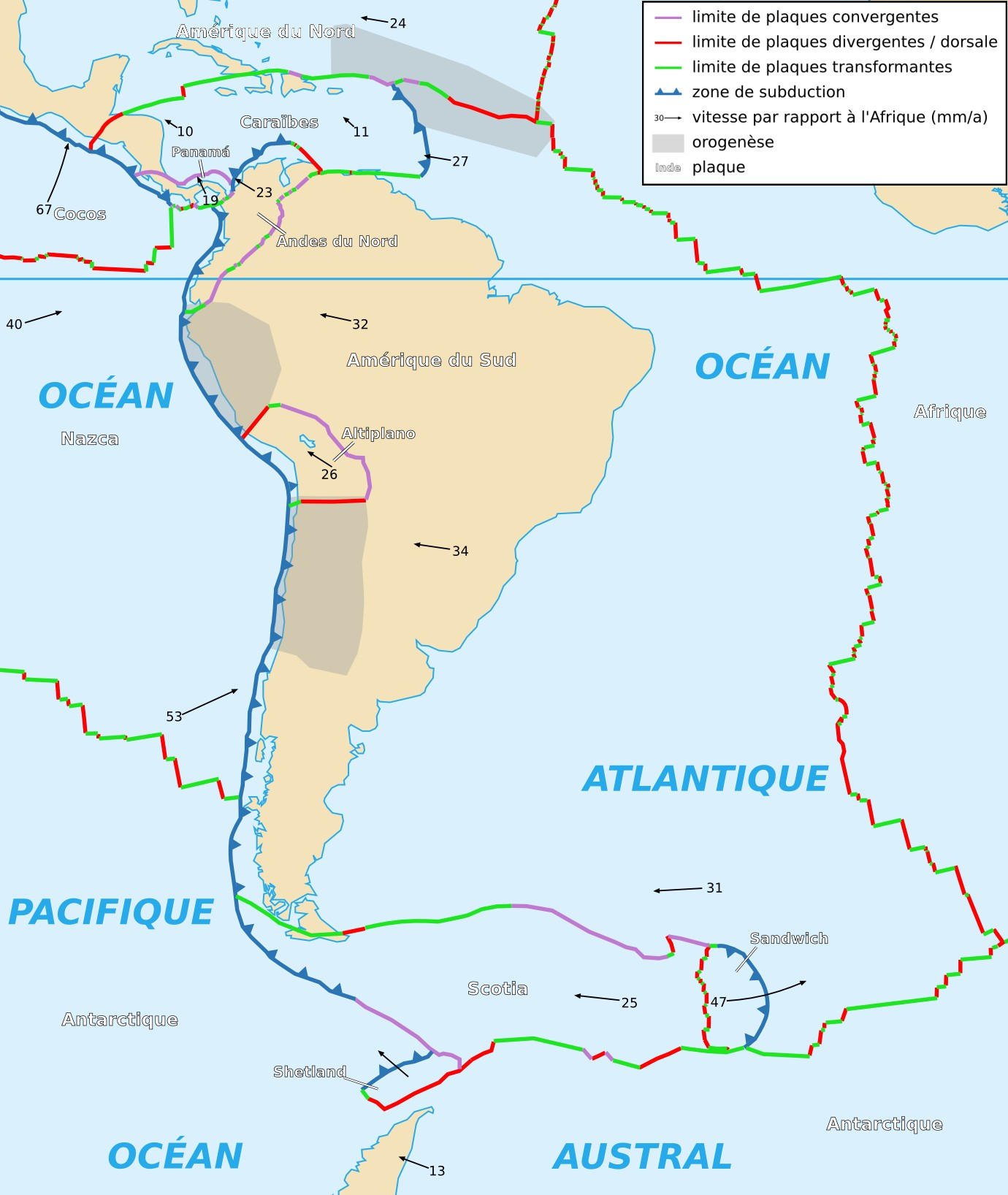
南美洲板块

  - 格陵蘭板塊（Greenland Plate）
  - 鄂霍次克板塊（Okhotsk Plate）
  - 胡安·德富卡板块（Juan de Fuca Plate）
  - 探险家板块（Explorer Plate）
  - 戈爾達板塊（Gorda Plate）
- 加勒比板塊
  - 巴拿馬板塊（Panama Plate）
  - 戈納夫板塊（Gonâve Microplate）
- 科科斯板塊
  - 里維拉板塊（Rivera Plate）

- 南美板塊
  - 阿爾蒂普拉諾板塊（Altiplano Plate）
  - 福克蘭板塊（Falklands Microplate）
  - 北安地斯板塊（North Andes Plate）

## 古代大陸的形成
地球歷史上曾經有許多板塊存在，它們隨著時間聚合形成更大的板塊，或分裂成較小的板塊，或已經被壓碎隱沒在其他板塊之下。

### 古代超大陸
- 瓦巴拉大陸（Vaalbara）：36億年前
- 烏爾大陸（Ur）：30億年前
- 凱諾蘭大陸（Kenorland）：27億年前
- 妮娜大陸（Nena）：18億年前
- 哥倫比亞大陸（Columbia / Nuna）：18億-15億年前[5][6]
- 羅迪尼亞大陸（Rodinia）：11億-7億5000萬年前
- 潘諾西亞大陸（Pannotia）：6億-5億4000萬年前
- 岡瓦那大陸（Gondwana）：6億-3000萬年前
- 歐美大陸（Euramerica / Laurussia）：3億年前
- 盤古大陸（Pangaea）：3億-1億8000萬年前
- 勞亞大陸（Laurasia）：3億-6000萬年前

### 古代板塊與克拉通
不是所有板塊邊界都很容易定義，對於古代地殼來說更是如此。以下主要列出古代的克拉通、微板塊、板塊、地盾、地體和區域，而不是單獨的板塊。克拉通（陸核）是大陸岩石圈中最古老和最穩定的部分。地盾是克拉通的暴露區域。微板塊是微小的構造板塊。地體是在一個構造板塊上形成的地殼材料碎片，堆積在另一個板塊上。區域是板塊上具有相似岩石的地層，可能是原生岩層或是由地層堆積形成。地體可能是也可能不是起源於獨立的微板塊，因為地體可能沒有包含岩石圈的全部厚度。

#### 歐亞大陸

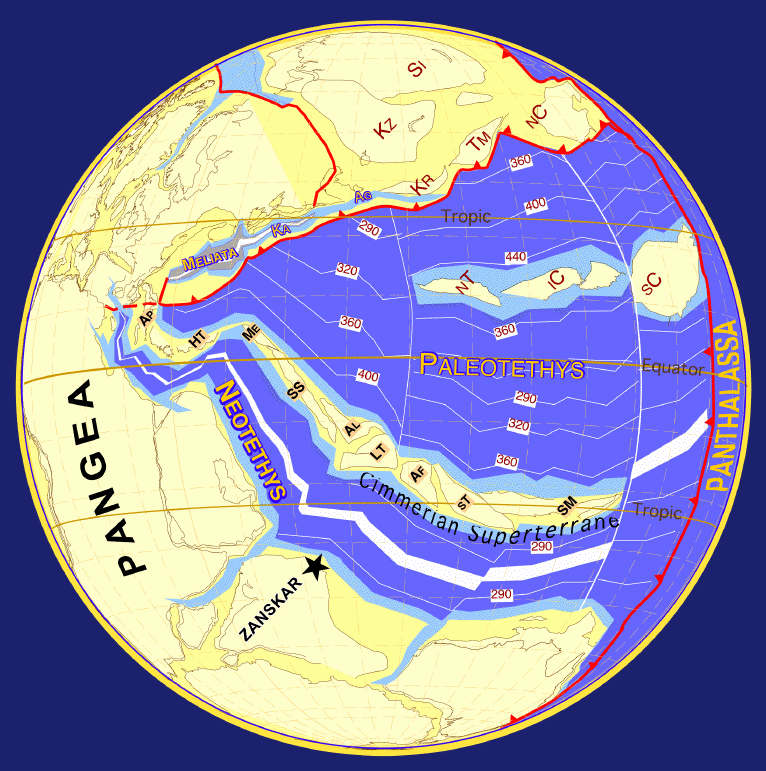
2.49億年前，可看到已分裂的辛梅利亞大陸。

##### 東亞
- 西伯利亞大陸（Siberian Craton）
- 雅庫特克拉通（Yakutai Craton）
- 華北克拉通（North China Craton）
- 華東克拉通（East China Craton）
- 揚子克拉通（Yangtze Craton）
- 塔里木克拉通（Tarim Craton）
- 準噶爾板塊（Junggar Plate）
- 拉薩地塊（Lhasa terrane）

##### 中亞
- 辛梅利亞大陸（Cimmeria）
- 哈薩克大陸（Kazakhstania）

##### 北歐、東歐

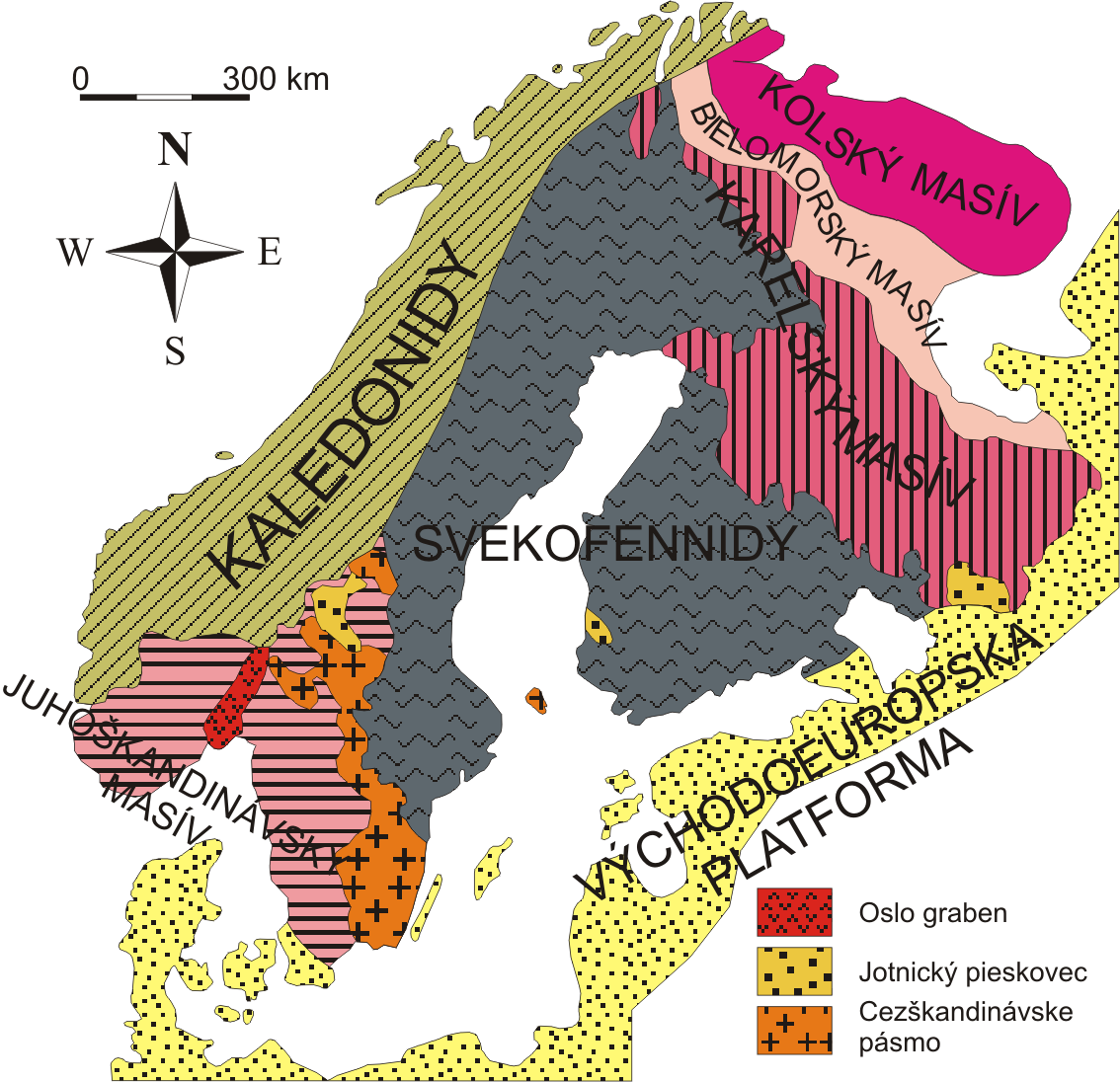
波罗的地盾。

- 東歐克拉通（East European Craton） －波羅的大陸的核心
  - 伏爾加-烏拉爾克拉通（Volgo-Uralian Craton）
  - 波罗的地盾（Baltic Shield）
    - 卡累利阿克拉通（Karelian Craton）
    - 科拉克拉通（Kola Craton）
    - 拜勒莫克拉通（Belomorian Craton）

  - 薩爾馬提亞克拉通（Sarmatian Craton） 
    - 烏克蘭盾地（Ukrainian Shield）
- 摩拉維亞－西里西亞板塊（Moravo Silesian Plate）
- 特普拉－巴蘭德地塊（Teplá-Barrandian Terrane）
- 匈人板塊（Hunic plate）

##### 西歐

海西造山運動最重要的結構和地體。

- 阿瓦隆尼亞大陸（Avalonia）
- 阿莫尼卡地塊（英语：（Armorican terrane）Armorican terrane）
- 貝羅莫里亞克拉通（Belomorian Craton）
- 中伊比利板塊（Central Iberian Plate）
- 奧薩-莫雷納板塊（Ossa-Morena Plate）
- 南葡萄牙板塊（South Portuguese Plate）
- 法國中央高原（Massif Central）
- 原始阿爾卑斯地塊（Proto-Alps Terrane）
- 莫丹奴比安地體（Moldanubian Zone）
- 皮埃蒙－利古里亞盆地（英语：Piemont-Liguria Ocean）（Piemont-Liguria Zone）
- 雷諾－海西尼亞地體（Rhenohercynian Zone）
- 薩克索－圖林根地體（Saxothuringian Zone）
- 瓦萊板塊（Valais Plate）
- 米德蘭微克拉通（Midlands Microcraton）
- 北大西洋克拉通（North Atlantic Craton）

#### 印度－澳洲大陸

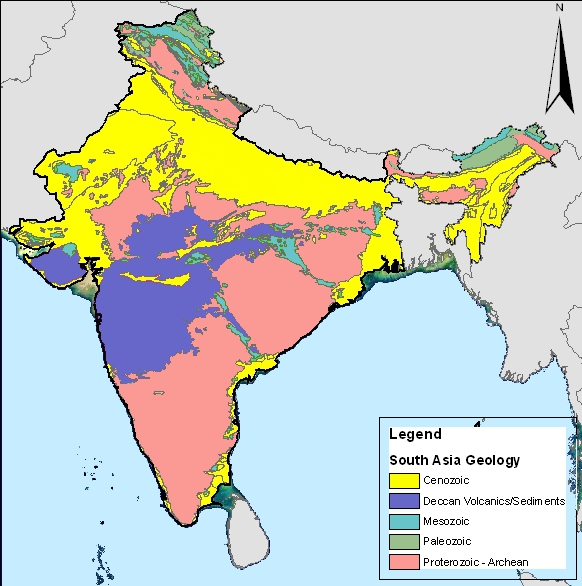
印度年代地層劃分。

##### 印度
- 印度克拉通（Indian Craton）
  - 阿拉維利克拉通（Aravalli Craton）
  - 巴斯塔克拉通（Bastar Craton）
  - 德爾肯德克拉通（Bundelkand Craton）
  - 達爾瓦克拉通（Dharwar Craton）
  - 辛格布拉姆克拉通（Singhbhum Craton）

##### 澳洲

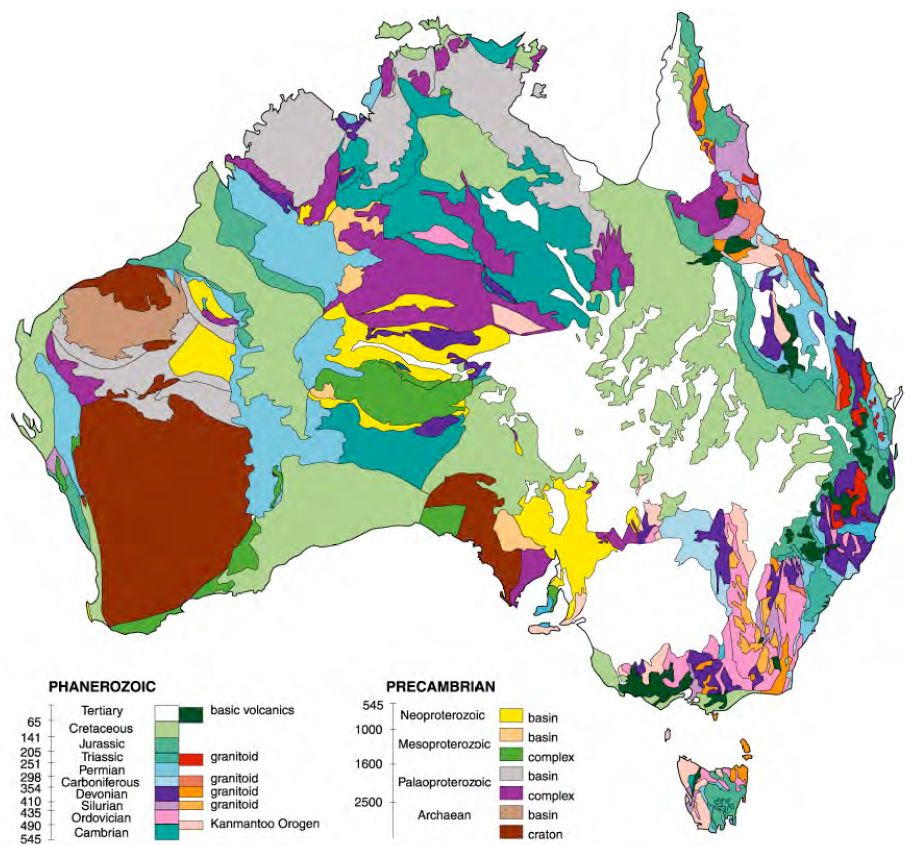
澳洲基本地質區域年代。

- 澳洲地盾（Australian Shield）
  - 雅遮華羅克拉通（Altjawarra Craton）
  - 中央克拉通（Central Craton）
  - 柯纳莫纳克拉通（Curnamona Craton）
  - 高勒克拉通（Gawler Craton）
  - 納魯馬地塊（Narooma Terrane）
  - 皮爾巴拉克拉通（Pilbara Craton）
  - 伊爾幹克拉通（Yilgarn Craton）
- 西蘭大陸（Zealandia）

#### 北美大陸

##### 加拿大
- 阿瓦隆尼亞大陸（Avalonia）

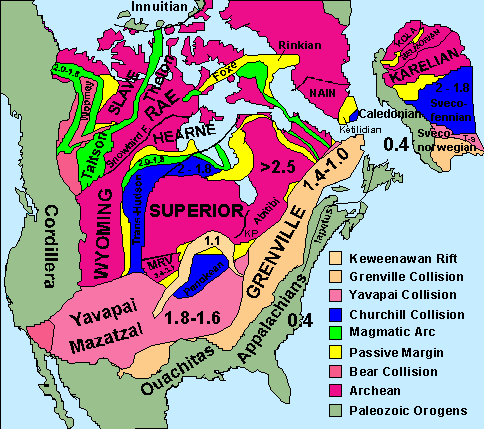
北美克拉通和基底。

- 北大西洋克拉通－奈恩省（Nain Province）
- 勞倫大陸（Laurentia）
- 加拿大地盾（Canadian Shield）
- 丘吉爾克拉通（Churchill Craton）
- 赫恩克拉通（Hearne Craton）
- 紐芬蘭板塊（Newfoundland Plate）
- 雷伊克拉通（Rae Craton）
- 斯卡拉維亞克拉通（Sclavia Craton）
- 奴克拉通（Slave Craton）
- 蘇必略克拉通（Superior Craton）

##### 美國
- 法拉龍板塊（Farallon Plate）
- 海島板塊（Insular Plate）
- 山間板塊（Intermontane Plate）
- 懷俄明克拉通（Wyoming Craton）
- 卡羅萊納州地塊（Carolina terrane）
- 佛羅里達板塊（Florida Plate）
- 新斯科舍板塊（Nova Scotia Plate）
- 伊邪那岐板塊（Izanagi Plate）

##### 墨西哥
- 墨西哥板塊（Mexican Plate）

#### 南美大陸

中元古代南美洲和非洲的克拉通大略位置。

- 亚马逊克拉通（Amazonian Craton）
  - 圭亚那地盾（Guiana Shield）
- 聖路易斯克拉通片段（São Luís cratonic fragment）
- 聖弗朗西斯科克拉通（Sao Francisco Craton）
- 里約阿帕斯克拉通（Rio Apas Craton）
- 里奧德拉普拉塔克拉通（Río de la Plata Craton）
- 阿雷基帕，安託法亞基底（Arequipa–Antofalla basement）
- 路易斯阿爾維斯克拉通片段（Luís Alves cratonic fragment）

#### 非洲大陸
- 西非克拉通（West African Craton）
- 撒哈拉元克拉通（Saharan Metacraton）
- 剛果克拉通（Congo Craton）
  - 班韋烏盧陸塊（Bangweulu Block）
- 坦尚尼亞克拉通（Tanzania Craton）
- 喀拉哈里克拉通（Kalahari Craton）
  - 卡普瓦克拉通（Kaapvaal Craton）
  - 辛巴威克拉通（Zimbabwe Craton）
    - 塞巴奎原始克拉通（Sebakwe proto-Craton）

#### 南極大陸
- 東南極克拉通（East Antarctic Shield）
- 別林斯高晉板塊（Bellingshausen Plate）
- 鳳凰板塊（Phoenix Plate）
  - 夏科板塊（Charcot Plate）